# Gérard Delaisement
Gérard Delaisement, né à Paris le 3 mai 1920 et mort à Saint-Cyr-sur-Loire (Indre-et-Loire) le 18 mars 2013, est un écrivain, enseignant et éditeur scientifique français.

## Biographie
Montmartrois et pupille de la Nation, Gérard Delaisement est élevé par ses grands-parents. Il commence sa carrière comme surveillant pendant trois années, puis passe cinq années en qualité d'instituteur à Sens.
Après sa licence de lettres, il enseigne dans un lycée en Roumanie. De 1951 à 1959, il enseigne le français et la philosophie à Maubeuge. En 1952, il obtient son doctorat ès lettres en soutenant une thèse d'État sur Guy de Maupassant et son œuvre : Genèse, originalité et destinée de "Bel-Ami". Il deviendra un spécialiste de cet auteur.
Il est nommé proviseur à titre transitoire de l'école technique de photographie et de cinématographie en 1962. Il travaille également dans l'enseignement à Joinville, Alençon en 1965 et Tours en 1969.
Nommé inspecteur d'académie, il est membre de l'Académie des sciences, arts et belles-lettres de Touraine.
Gérard Delaisement meurt le 18 mars 2013.

## Publications

### Ouvrage
- Maupassant, journaliste et chroniqueur, Éditions Albin Michel, 1956.
- Revue des Sciences Humaines, fascicule 92, Paris, Éditions José Corti, octobre-décembre 1958.
- Contes et Nouvelles, tome I, avec Albert-Marie Schmidt, Éditions Albin-Michel, 1959, 1355 p. ; 1973, 1354 p.
- Pages retrouvées de Guy de Maupassant, 1962.
- La Lecture et la vie, Éditions Didier, 1963.
- La Lecture et la vie, 3e, Éditions Marcel Didier, 1964.
- La Lecture et la vie, 6e, avec la collaboration pédagogique de A. Andrée Alvernhe, Éditions Marcel Didier, 1965.
- Voltaire, lettres, Éditions Marcel Didier, 1968, 335 p.
- Les Techniques de l'explication de textes, Éditions Marcel Didier, 1968.
- Le Naïf dans la vie, (Paul Guth), recueil de textes, les Classiques de la civilisation française, Éditions Paris-Montréal, Didier, 1970.
- Tiers temps et innovation pédagogique, en collaboration avec L. Adjadji, Éditions Fernand Nathan, 1972.
- Fort comme la mort, Gallimard, « folio classique », n°1450, 1983, 352 p.  (ISBN 9782070374502).
- Guy de Maupassant. L'homme. Le critique 2 vol.,  Orléans, Éditions du CRDP, 1984, 1985.
- Je m'appelle Esther Guimont, courtisane des lettres, Paris, Éditions Rive-Droite, 1985, 2010  (ISBN 2841520056).
- « Francis, souvenirs », illustrations d'Évelyne Plumecocq, Livres-Hebdo, vol.9, n°37-44, Éditions professionnelles du livre, 1987.
- Belle-Amie, Paris, Éditions F. Bourin, 1989.
- Papillon de Lasphrise, poète de Touraine, Éditions Chambray-lès-Tours, 1990.
- Féminine, Éditions CLD, 1990.
- "Bel-Ami" de Maupassant, 1885, avec Catherine Botterel, Paris, Hatier, 1994, 1999, 2002  (ISBN 978-2-218-74084-8).
- La modernité de Maupassant, Paris, Éditions Rive-Droite, 1995.
- Instit en 39, Paris, Éditions Rive droite, 1995  (ISBN 2841520161).
- Paul Guth. L'Homme et l'œuvre, Éditions Rive droite, 1996.
- Max le petit sucrier, Paris, Éditions Rive droite, 1999  (ISBN 2841520129).
- Les Carnets de voyages de Maupassant. Au soleil. Sur l'eau. La vie errante, Paris, Éditions Didier, 2006, 558 p..

### Préface
- Molière, L'Avare, éditions Marcel Didier], 1964, 1973, 142 p.
- Antoine Adam, Recueils de lettres écrites entre 1648 et 1696 par Madame de Sévigné, Éditions Didier, 1967.
- Pierre Corneille, Polyeucte, [édition ?], [date ?].
- Guy de Maupassant, Chroniques politiques, Paris, Éditions Sulliver, 1954, 405 p. ; Arles, Éditions Sulliver, 2006, 405 p.

## Conférence
- La modernité de Maupassant, conférence-entretien avec les élèves du lycée de Maubeuge, 25 mai 1990[2].
- Les courtisanes et la politique sous Louis-Philippe et Napoléon III, Maubeuge, 25 mai 1990[2].
- Conférence pédagogique, devant 250 instituteurs de la circonscription à Maubeuge, 26 mai 1990[2].

## Réception critique
- « Aussi éblouissant chercheur que travailleur infatigable […] qui faisait […] une entrée en boulet de canon au royaume de la fiction[…] » — La Voix du Nord, 7 mars 1989[2].

## Distinctions
- Chevalier de la Légion d'honneur le 24 mars 1971.
- Officier de la Légion d'honneur le 1er janvier 2000.
- Chevalier de l'ordre des Palmes académiques.